# Аньйовер-де-Тахо
Аньйовер-де-Тахо (ісп. Añover de Tajo) — муніципалітет в Іспанії, у складі автономної спільноти Кастилія-Ла-Манча, у провінції Толедо. Населення — 5392 особи (2010).
Муніципалітет розташований на відстані близько 47 км на південь від Мадрида, 26 км на північний схід від Толедо.

## Демографія
Динаміка населення (INE ):

## Галерея зображень

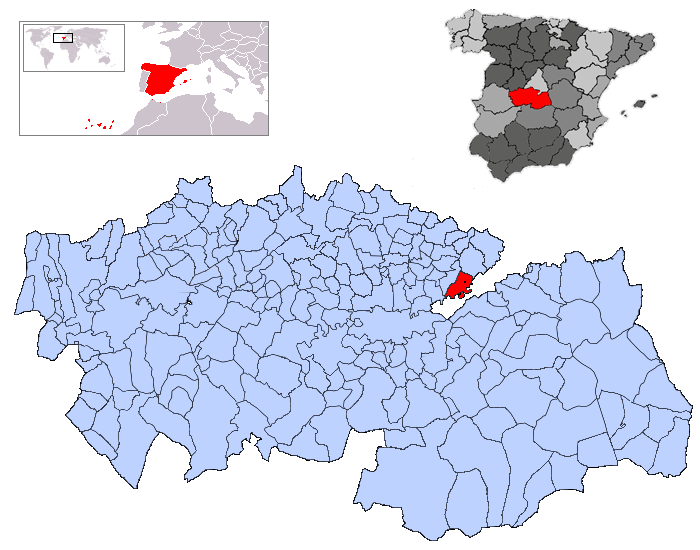
Розташування муніципалітету у провінції Толедо